# Jalview

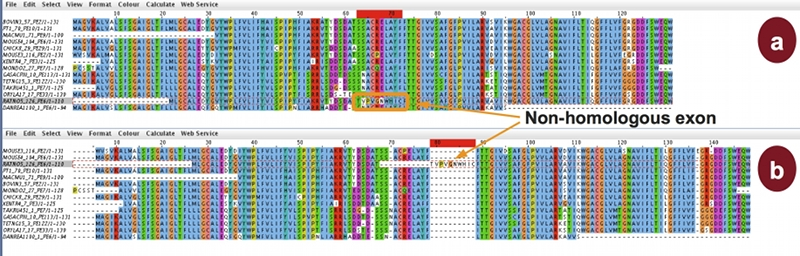
Alineament per Jalview d'un exó no homòleg per un mètode iteratiu (a), i per un mètode de filogènia (b).

Jalview és una aplicació de programari bioinformàtic que s'utilitza per a visualitzar i editar alineaments múltiples de seqüències. Està escrit en llenguatge de programació Java. El programa fou escrit en un inici per Michele Clamp mentre treballava en un grup de recerca dirigit per Geoff Barton a l'EBI. Jalview 2, una versió reprogramada i reestructurada dissenyada per Andrew Waterhouse i Jim Procter en un projecte de nou amb Geoff Barton a la Universitat de Dundee (Regne Unit), fou publicada el 2005, el desenvolupament continu del qual és recolzat pel Biotechnology and Biological Sciences Research Council (BBSRC).
És utilitzat àmpliament per una varietat de servidors de web (com per exemple el servidor ClustalW de l'EBI i la base de dades de dominis proteics Pfam) però es troba disponible com a propòsit general d'editor d'alineaments.
Jalview, a més a més de la visualització i edició de seqüències, disposa d'una gamma molt extensa de funcions en què s'inclouen arbres filogenètics i la representació d'estructures moleculars (molts d'aquests recursos empresn serveis web externs per a  importar les dades).